# Euphorbia sahendi
Euphorbia sahendi är en törelväxtart som beskrevs av Joseph Friedrich Nicolaus Bornmüller. Euphorbia sahendi ingår i släktet törlar, och familjen törelväxter.
Artens utbredningsområde är Iran. Inga underarter finns listade i Catalogue of Life.